# Morarente
Morarenter er en rente, som en skyldner skal betale, hvis vedkommende ikke betaler en fordring til tiden. Skyldner skal betale "efter lånets forfaldsdag, d.v.s. prisen for ikke at betale til tiden". Morarenter er en kompensation for forsinket betaling. Erstatningen er skematisk, og renterne beregnes uden at den berettigede må bevise nogen skade/tab. Hvis renten er pålagt som led i en retstvist, benyttes betegnelsen procesrente.
Pligten til at svare morarenter i Danmark er reguleret ved lov nr. 638 af 21. december 1977 om renter og andre forhold ved forsinket betaling (renteloven) af 21.12.1977 nr. 638, jf. lovbekendtgørelse nr. 743 af 4. september 2002 med senere ændringer.
I rentelovens § 5 er det bestemt, at renten efter forfaldsdagen fastsættes til en årlig rente, der svarer til den fastsatte referencesats med et tillæg på 8,00 procent(point). Som referencerentesats henviser loven til den officielle udlånsrente, som Danmarks Nationalbank har fastsat henholdsvis pr. den 1. januar og den 1. juli det pågældende år. Da Nationalbankens udlånsrente pr. 1. juli 2013 var 0,20 % betyder det, at morarenten for beløb forfalden i 2. halvår af 2013 udgør 8,20 %.
Renteloven blev senest ændret med virkning fra den 1. marts 2013 på baggrund af et EU-direktiv, der bl.a. betød, at tillægget til referencesatsen blev forhøjet fra 7 til 8 procentpoint. Samtidig indførtes mulighed for i erhvervsforhold, at der kan tillægges et såkaldt kompensationsgebyr på kr. 310, samt at den normale maksimale betalingsfrist er fastsat til 30 dage.
Da ændringen kun har virkning for beløb, der forfalder den 1. marts 2013 eller senere betyder det, at et beløb forfalden i perioden 1. januar til den 28. februar 2013 skal forrentes med 7,20 % i morarente også efter 1. marts 2013.
I 2002 blev der på tilsvarende vis foretaget en ændring i renteloven, som kun havde virkning for beløb forfalden fra den 1. august 2002 og senere. Forud for dette tidspunkt, blev rentesatsen fastsat med udgangspunkt i Nationalbankens diskonto som referencesats og med et tillæg på 5 % -point. Dette betyder, at der reelt findes tre forskellige rentetabeller, afhængig af forfaldsdatoen: før 1. august 2002, fra 1. august 2002 til 28. februar 2013 og endelig fra 1. marts 2013. Dette gør beregninger på områder med løbende udbetalinger meget kompliceret, fordi gæld og afdrag skal opgøres og beregnes på baggrund af forskellige satser. Nedenfor under eksterne links finder du en henvisning til de gældende rentesatser.
Ved beregning af morarente tillægges renterne ikke hovedstolen, dvs. der beregnes ikke renters rente. Det er i Danmark fast praksis, at beregningen sker på baggrund af et renteår = 360 dage, dvs. at hver måned udgør 30 dage. Nedenfor under eksterne links finder du en henvisning til et eksempel på en renteberegning.
Hvis forfaldsdato falder på en lørdag, søndag, eller helligdag, starter morarenterne at løbe fra første søgnedag efter forfaldsdato, jf. princippet i gældsbrevslovens § 5 stk. 2.
Som i de øvrige nordiske lande Norge(forsinkelsesrente), Finland, Sverige(dröjmålsränta) og Island, har Danmark implementeret Europa-Parlamentets og Rådets direktiv 2000/35/EF af 29. juni 2000 om bekæmpelse af forsinket betaling i handelstransaktioner. Dette indebærer at udgangspunktet for beregning af lovpligtige morarenter er samordnet og at fastsættelsen af rentesatserne sker efter en lignende model. I Norge og Finland fastsættes morarenterne den 1. januar og 1. juli hvert år til referencerenten bestemt af landenes nationalbanker plus 7,00 %-enheder. I Sverige fastsættes rentesatsen på lignende måde og til samme tidspunkter, men med tillæg af 8,00 %-enheder. I Island fastsættes morarentesatsen på månedlig basis til nationalbankens (Sedlabanki) referencesats plus 7,00 %-enheder. Som eneste nordiske land har Island også lovfæstet renters rente i den islandske rentelov (2001:38).
På Grønland beregnes morarenter på lignende måde som i Danmark.
Færøerne har egne morarentesatser. Morarentesatsen på Færøerne har siden 1.11.2004 baseret sig på den officielle diskonto fra Danmarks Nationalbank med et tillæg på 5,00 %-enheder. Morarentesatsen udgør for tiden (fra 6.7.2012) 5,00 % pro anno (diskonto 0,00 % + 5,00 %-enheder), jf. Bekendtgørelse nr. 842 fra 23. juli 2004 for Færøerne om ændring af morarentesatsen i Lov om renter ved forsinket betaling mv.

## Reference
1. ↑  side 83 i Lennart Lynge Andersen & Vagn Greve (2010): Åger. Thomson Reuters. ISBN 978-87-619-2842-9 (tilgængelig på jura.ku.dk/jurabog)

## Eksterne links
- Lov om renter ved forsinket betaling m.v. af 21.12.1977 nr. 638, jf. lovbekendtgørelse nr. 459 af 13/05/2014 (renteloven)

- Nationalbankens officielle rentesatser
- Nuværende og historiske mora-/procesrentesatser
- Eksempel på beregning af morarente
- Beregning af morarenter/procesrenter i Danmark samt udregning af rentedage